# Newportia maxima
Newportia maxima är en mångfotingart som beskrevs av Wolfgang Bücherl 1942. Newportia maxima ingår i släktet Newportia och familjen Scolopocryptopidae. Inga underarter finns listade i Catalogue of Life.